# Ernani (opera)
Ernani je lirična opera v štirih dejanjih Giuseppeja Verdija. Libreto je po istoimenski drami (Hernani) Victorja Hugoja napisal Francesco Maria Piave. Krstna predstava je bila v beneškem gledališču La Fenice 9. marca leta 1844.
Opera je v Italiji hipoma doživela izjemen odziv, saj so sodobniki v liku Ernanija videli ideal borca, ki se bori za domovino. Delo je bilo leto kasneje že predvajano v Angliji, tri leta zatem pa v New Yorku. V Ljubljani so opero uprizorili potujoči gledališčniki že tudi v 19. stoletju, na odru ljubljanske Opere pa je bila premiera decembra 1929.

## Osebe
- Don Carlos, španski kralj - bariton
- Don Ruy Gomez de Silva, španski plemič - bas
- Elvira, njegova nečakinja in zaročenka - sopran
- Ernani, bandit - tenor
- Giovanna, Elvirina dvorkinja - sopran
- Don Riccardo, kraljev orožar - tenor
- Jago, orožar Don Ruy Gomeza - bas
- Prebivalci planin, banditi. Vitezi Silve. Kraljevi vitezi. Španski in nemški velikaši, dame. Nemški volilni knezi. Paži, sluge, trabanti.

## Vsebina

### Prvo dejanje
V Aragonskem gorovju in v dvorani Don Ruya Gomeza v Aragoniji.
Ernani, vodja banditov, ki je zaljubljen v Elviro, se je s svojimi tovariši zbral v aragonskem gorovju. Elvira bi se morala poročiti s svojim starim stricem Gomezem de Silvo. Svojo ljubezen pa je Elviri zaupal tudi don Carlos, španski kralj. Elvira noče o tem ničesar slišati in je pripravljena braniti svojo čast tudi z bodalom. V tem trenutku nastopi Ernani. Kralj in vodja banditov se spoznata kot smrtna sovražnika; neizogibni dvoboj prepreči prihod Gomeza de Silve, ki v enem izmed prišlekov spozna kralja. Carlos jima zagotavlja, da je prišel k Silvi po nasvet zaradi volitve za cesarja. Ernaniju pa obljublja pomoč proti staremu tekmecu, kar pa ponosni bandit odkloni.
V zmešnjavi, ki je nastala zaradi kraljevega prihoda, drzni Ernani izgine. Kralj zasleduje vodjo banditov, razkropi njegove tovariše in da objaviti, da je Ernani v boju padel. Ta se pa medtem potika po deželi, da bi našel pomoč in skuša priti v Elvirino bližino, ki je po žalostni vesti o njegovi smrti pristala na poroko s Silvo.

### Drugo dejanje
V veliki dvorani Ruy Gomeza v Aragoniji.
Vse je že pripravljeno za poroko in v palači vlada veliko veselje. Med zbrano družbo stopi romar, ki ga Silva gostoljubno sprejme, ne da bi prej vprašal, kdo je. Ko pa romar izve, da bo v kratkem poroka Elvire in Silve, se razodene in navzoči spoznajo v njem Ernanija. Vodjo banditov zasleduje kralj, toda stari Gomez de Silva, zvest svojemu gostoljubju, ga skrije in zastraži vse dohode do gradu. Ernani izve od Elvire, da je sicer zaradi strašne novice pristala na poroko s svojim stricem, toda da se je nameravala pred oltarjem usmrtiti. Navdušena se ljubimca objameta, pri tem ju zasači vračajoči se Silva. Njegov bes pomiri novica, da se gradu približuje kralj. Starec skrije svojega gosta pred kraljem, ki preišče zaman ves grad. Carlos mu postavi ultimat, ali naj mu preda bandita ali pa si vzame kot poroštvo Elviro kot s seboj. Po težkem oklevanju pristane Silva na poslednje. Ernani, ki ga je po kraljevem odhodu Silva pozval na dvoboj, mu pove, da ga je don Carlos zvabil v past, saj tudi sam kralj ljubi Elviro. Oba skleneta maščevanje nad kraljem, ki ga nemudoma pričneta zasledovati. Ker pa je Ernanijevo življenje zahvaljujoč Silvi rešeno, mu izroči Ernani svoj rog, s katerim ga Silva lahko v vsakem trenutku pozove v smrt.

### Tretje dejanje
V grobnici cesarja Karla Velikega v Aachenu.
Zasledovanje poteka do Aachena, kamor se je Carlos podal, da bi s svojo navzočnostjo vplival na volitve nemškega cesarja. Tam izve kralj za zaroto, ki se pripravlja proti njemu. Prisluškuje namreč dogovoru zarotnikov, ki se zberejo v grobnici Karla Velikega, kamor se je prej skril. Semkaj naroči po izvršeni volitvi, ki naj jo razglasijo streli iz topov, volilne kneze in Elviro. Ernanija zarotniki določijo za kraljevega morilca. Silva mu ponuja svoje staro življenje, vrača mu rog, če mu odstopi to pomembno nalogo. Toda zaman. V tem naznanijo streli Carlosovo izvolitev za cesarja Karla V.; volivci in njihovo spremstvo vstopijo, Carlos obsodi zarotnike: plemenitaše na smrt, ostale v ječo. Tedaj pove Ernani svoje pravo ime: Don Juan Aragonski. Tudi on hoče s plemenitaši umreti. Elvira opominja novoizvoljenega cesarja, da je odpuščanje najlepša lastnost vladarjev. Carlos sledi visokemu vzgledu svojega prednika Karla Velikega in odpusti zarotnikom in združi Ernanija in Elviro. Le Silva snuje maščevanje.

### Četrto dejanje
Na terasi palače Don Juana aragonskega (Ernanija) v Zaragosi.
Vsi slavijo poroko srečnega para. Naenkrat zadoni rog. Ernani prebledi, saj prepozna zvok, ki pomeni njegovo smrt. Pristopi Silva in mu ponudi bodalo in strup. Zaman so prošnje in solze nesrečne neveste Elvire. Silva je neizprosen. Ernani moško izpolni dano obljubo in žrtvuje svoje življenje kruti usodi.

## Glasbeni primer
- Elvirina arija Ernani involami in cabaleta iz prvega dejanja opere